# Piedra de la bruja serpiente

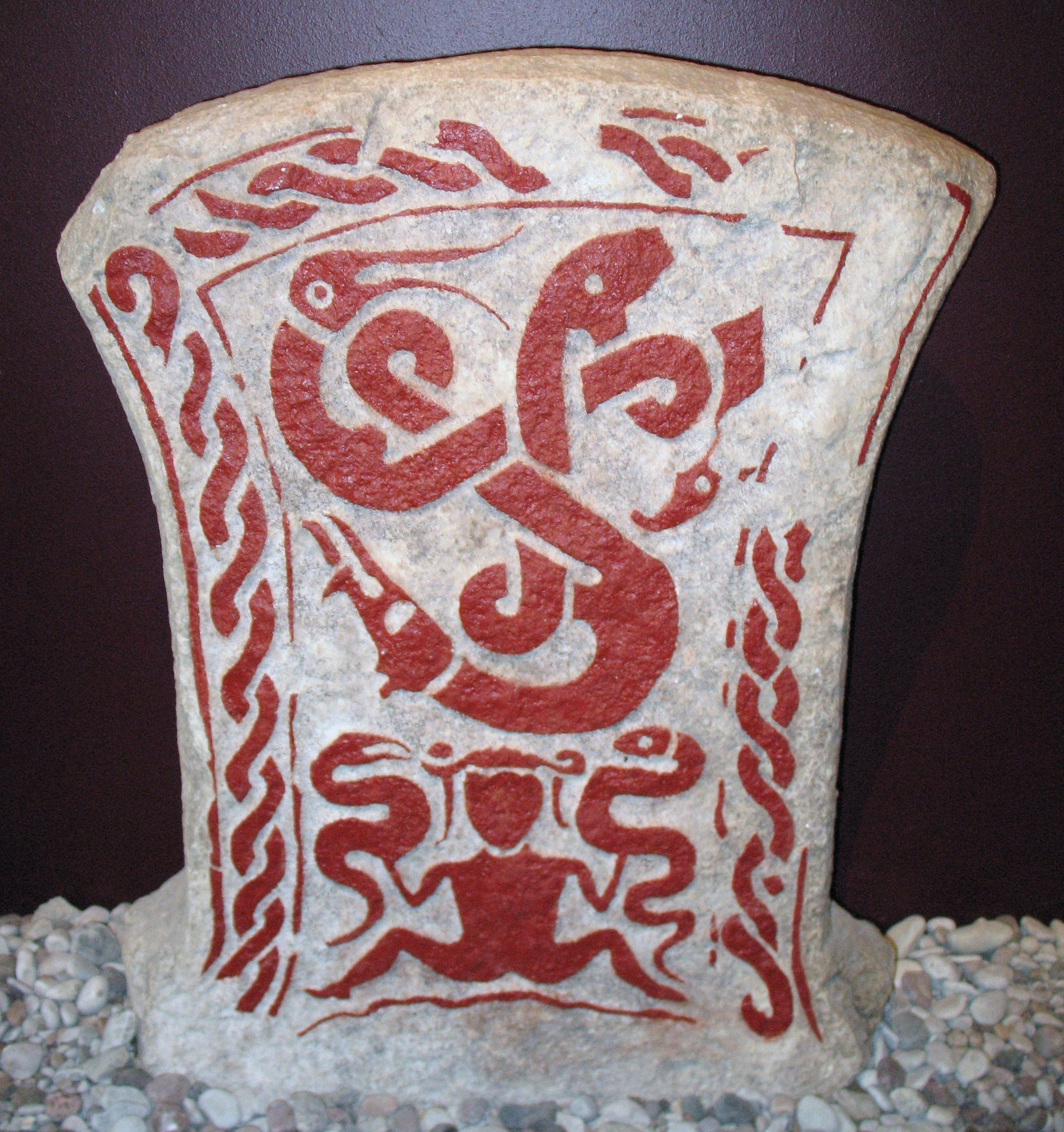
La piedra de la bruja serpiente.

La Bruja serpiente (Ormhäxan), Hechicera serpiente (Ormtjuserskan) o Piedra de Smiss (Smisstenen) es una imagen grabada en piedra encontrada en Smiss, parroquia de När, Gotland, Suecia. Descubierta en un cementerio, mide unos 82 cm de altura y muestra una figura sosteniendo una serpiente en cada mano. Encima de la figura hay tres criaturas entrelazadas formando un trisquel, identificados como un jabalí, un águila y un lobo. La piedra ha sido fechada entre los años 400-600 d. C.
Aunque muchos investigadores la denominan bruja serpiente, su origen y relación con la cultura celta o nórdica permanece en el debate.

## Paralelismos, interpretaciones y especulaciones
La imagen fue descrita por primera vez por Sune Lindquist en 1955. Intentó sin éxito encontrar conexiones en antiguas fuentes islandesas, y comparó la piedra con la Diosa de las serpientes de Creta. Lindquist encontró relación con el céltico caldero de Gundestrup, aunque parezca haber pasado por alto que el caldero también muestra una figura que sostiene una serpiente.
Arrhenius y Holmquist (1960) también encontraron una relación con el arte céltico tardío. Más adelante Arrhenius (1994) consideró seriamente que la figura no era una bruja sino un mago y fechaba la piedra en la era de Vendel. Hauk (1983), sugiere que la figura es el dios Odín en forma de mujer, mientras que Görman (1983) sugiere que la imagen pertenece al dios celta Cernunnos.
También ha estado relacionado con un bajorrelieve de piedra de la iglesia de Väte en Gotland que muestra a una mujer que amamanta a dos dragones, pero esta imagen tiene una antigüedad posterior con cinco siglos de diferencia.

## Simbolismo de la serpiente
Las serpientes fueron populares como motivo en posteriores grabados de piedra mostrando hoyos de serpiente, usado como una dolorosa forma de ejecución; esta forma de castigo está reflejada en las sagas nórdicas. Tuvieron un especial significado y simbolismo durante la Cristianización, la transición del paganismo hacia la conversión. Frecuentemente se combinaban con ciervos, crustáceos o bestias sobrenaturales. El propósito pudo ser proteger las piedras y detener a gente que quisiera destruirlas.